# Wyspa Wniebowstąpienia
Wyspa Wniebowstąpienia (ang. Ascension Island) – wyspa pochodzenia wulkanicznego na Oceanie Atlantyckim, około 1600 km od wybrzeży Afryki. Wyspa została odkryta przez Portugalczyków w roku 1501. W 1815 roku została zajęta przez Brytyjczyków. Wchodzi w skład kolonii brytyjskiej Wyspa Świętej Heleny, Wyspa Wniebowstąpienia i Tristan da Cunha. Najwyższym punktem wyspy jest szczyt Green Mountain o wysokości 859 m n.p.m. Jej powierzchnia wynosi 88 km², a zamieszkuje ją ok. 1,2 tys osób. Główną osadą i portem wyspy jest Georgetown.

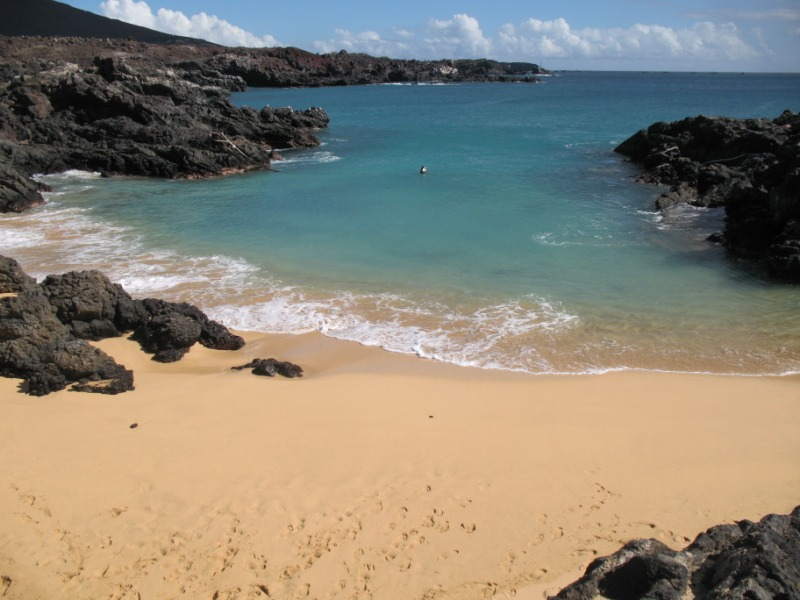
Zastygła lawa bazaltowa otacza Comfortless Cove

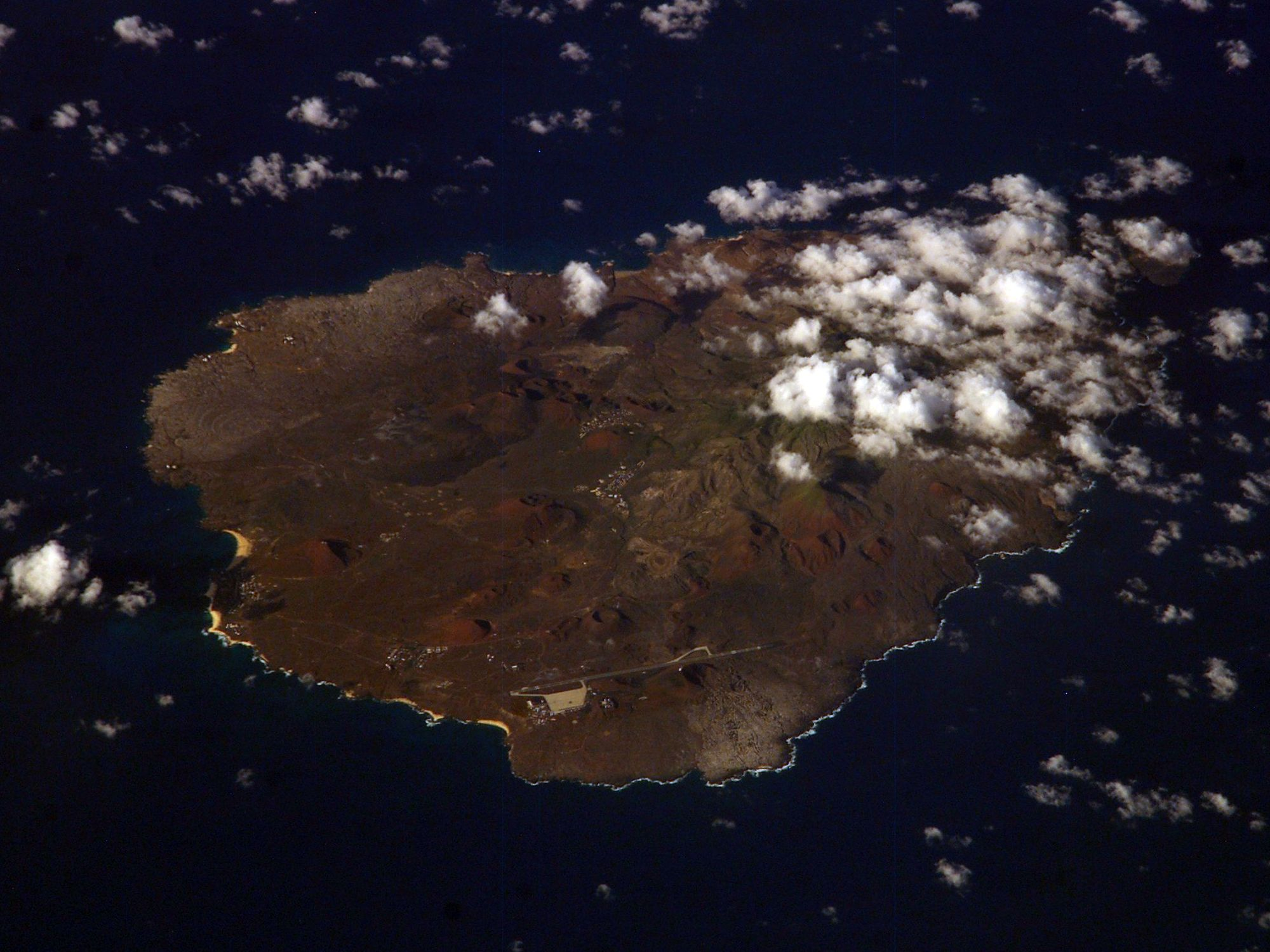
Zdjęcie wyspy z Międzynarodowej Stacji Kosmicznej z 2003 roku

Wyspa Wniebowstąpienia posiada własną domenę internetową .ac.
Na wyspie występował niegdyś gatunek endemicznego ptaka chruścielaka atlantyckiego (Atlantisia elpenor, Olson, 1973) z rodziny chruścielowatych (Rallidae). Ostatniego osobnika zanotowano w 1815.
W czasie wojny o Falklandy była brytyjską bazą wojskową. Obecnie na wyspie znajduje się baza lotnicza RAF Wideawake oraz jedna z pięciu baz kontroli i monitorowania systemu GPS zarządzanych przez siły lotnicze USA (pozostałe cztery bazy znajdują się na Hawajach, Kwajalein, Diego Garcia i w Colorado Springs).